# Малороссийский (Самарская область)
Малоросси́йский — посёлок в Большеглушицком районе Самарской области. Входит в состав сельского поселения Южное.

## География
Посёлок находится на левом берегу реки Каралык, на расстоянии примерно 32 км (по прямой) к востоку от села Большая Глушица, административного центра района.

### Часовой пояс
Посёлок Малороссийский, как и вся Самарская область, находится в часовой зоне МСК+1. Смещение применяемого времени относительно UTC составляет +4:00.

## Население
| 2010 |
| ---- |
| 195  |

### Национальный состав
Согласно результатам переписи 2002 года, в национальной структуре населения русские составляли 74 % из 216 чел.